# RL-60
Le RL60 (parfois confondu avec le MB-60,) était un projet de moteur-fusée à ergols liquides américain d'environ 25 tonnes de poussée brûlant un mélange cryogénique qui était en développement chez Pratt & Whitney avant son rachat par GenCorp en 2013. Le moteur aurait brûlé un mélange LH2/LOX à haute énergie et devait mettre en œuvre un cycle à expandeur qui lui aurait permis d'atteindre une impulsion spécifique de 465 secondes. Il était conçu pour propulser un étage supérieur de lanceur et être capable de multiples redémarrages dans l'espace. Le RL60 était conçu pour produire 200 à 250 kN de poussée dans le vide. Le moteur devait pouvoir répondre à l'évolution des besoins de lancement et aux exigences des missions habitées.
Le RL60 était construit et testé aux États-Unis. Les principaux composants étant fournis par quatre fournisseurs stratégiques internationaux : Volvo Aero de Suède (tuyère refroidie à régénération), Ishikawajima-Harima Heavy Industries (IHI) du Japon (turbopompe à carburant), Techspace Aero de Belgique (injecteur de carburant et vannes de contrôle du LOX) et KB Khimautomatiki (CADB) de Russie (turbopompe à LOX). 